# 종군 간호사

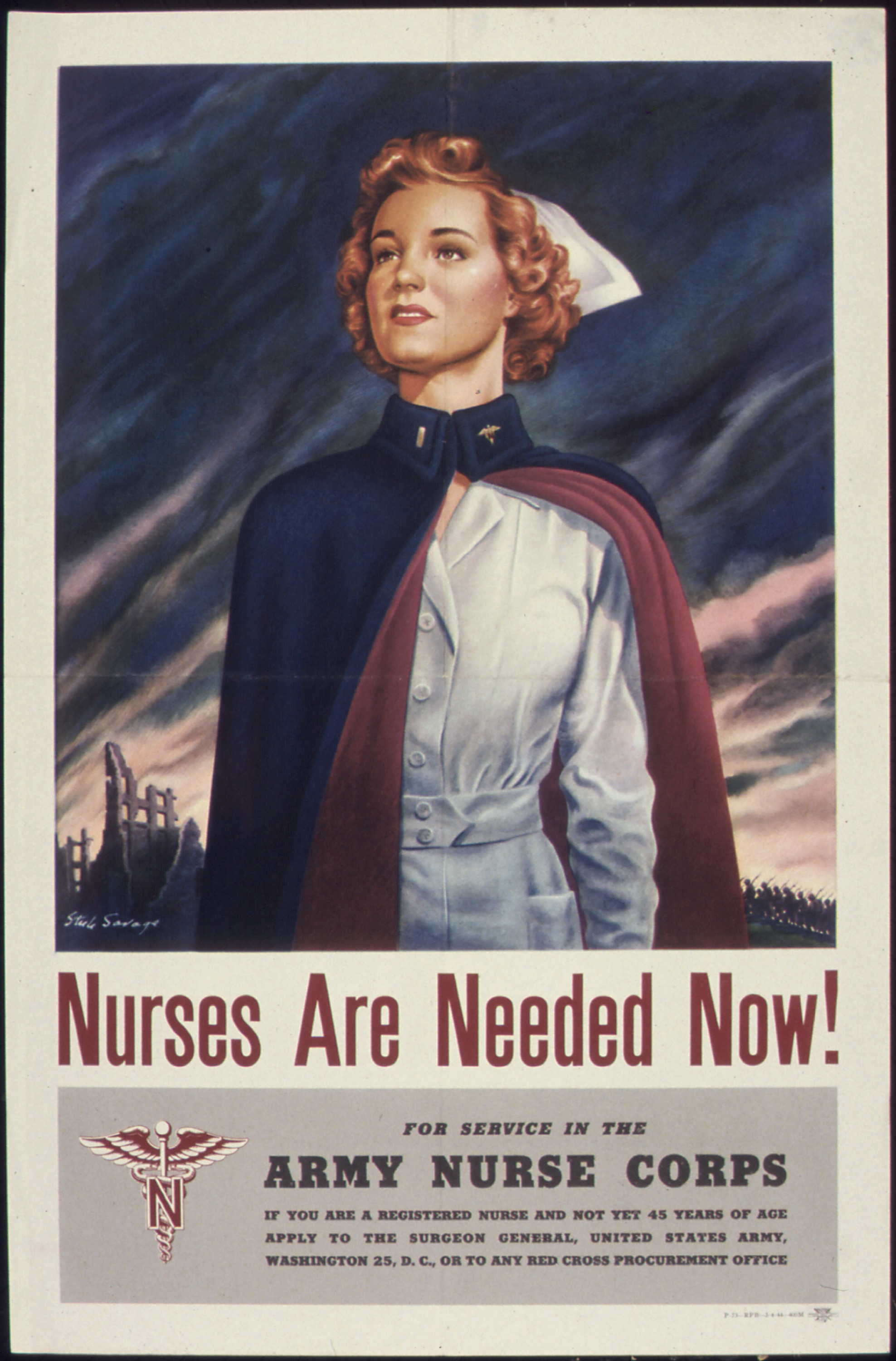
제2차 세계 대전 당시 종군 간호사 포스터

종군 간호사(從軍看護師, 영어: military nurse, nursing sister)는 전장에서 부상당한 군인을 간호하는 간호사로서, 주로 민간인 신분의 간호사 위주로 충당이 되어 군인신분의 간호장교와는 구분된다.